# Heterolocha catapasta
Heterolocha catapasta är en fjärilsart som beskrevs av Eugen Wehrli 1940. Heterolocha catapasta ingår i släktet Heterolocha och familjen mätare. Inga underarter finns listade i Catalogue of Life.